# Alvin Stardust
Bernard William Jewry (27 de septiembre de 1942-23 de octubre de 2014), conocido profesionalmente como Shane Fenton y posteriormente como Alvin Stardust, fue un cantante de rock y actor de teatro británico. Actuando primero como Shane Fenton en la década de 1960, Jewry tuvo una carrera moderadamente exitosa en la era pre-Beatles, alcanzando el top 40 del Reino Unido con cuatro sencillos en 1961-62. Sin embargo, se hizo más conocido por los sencillos publicados en las décadas de 1970 y 1980 como Alvin Stardust, personaje que inició en la era del glam rock, con éxitos como "Jealous Mind", que ocupó el primer puesto en las UK Singles Chart, y otros posteriores como "Pretend" y "I Feel Like Buddy Holly".

## Primeros años y carrera
Bernard William Jewry nació el 27 de septiembre de 1942 en Muswell Hill, entonces en Middlesex (ahora en el norte de Londres). Tras trasladarse de joven a Mansfield (Nottinghamshire), donde su madre regentaba una pensión frecuentada por músicos y artistas que actuaban en la zona, Jewry asistió como interno a la Southwell Minster Collegiate Grammar School (actual Southwell Minster School) en Southwell (Nottinghamshire), cerca de Newark-on-Trent. Debutó en el escenario en una pantomima a la edad de cuatro años.
A principios de los años sesenta, Shane Fenton y los Fentones eran una banda adolescente desconocida que grabó una cinta de demostración y la envió por correo a un programa de la BBC con la esperanza de ser elegidos para aparecer en la televisión. Mientras esperaban la respuesta de la BBC, el cantante del grupo, Shane Fenton (cuyo nombre real era Johnny Theakston), de 17 años, murió a consecuencia de la fiebre reumática que había sufrido en su infancia.
El resto de la banda (los guitarristas Jerry Wilcock y Mick Eyre, el bajista Graham George Squires y el baterista Tony Hinchcliffe) decidió separarse, pero entonces recibió inesperadamente una carta de la BBC en la que se les invitaba a ir a Londres para hacer una audición en persona para el programa. La madre de Theakston pidió a la banda que permaneciera unida, y que mantuviera su nombre, en honor a la memoria de su hijo. Se le pidió a Jewry, que era un roadie con ellos en ese momento, que se uniera a la banda y que utilizara a Shane Fenton como seudónimo. El combo tuvo algunos éxitos en la UK Singles Chart: "I'm A Moody Guy", "Walk Away", "It's All Over Now" y su mayor éxito, "Cindy's Birthday". Estos y sus posteriores fracasos fueron todos de Parlophone Records.
Posteriormente, Jewry también apareció en la película de Billy Fury Play It Cool (1962) y en la de Tommy Steele It's All Happening (1963). Fue dirigido por Larry Parnes.

## Cambio de personaje
Tras la disolución de los Fentones, Jewry desapareció de los focos durante una década, trabajando en la gestión musical y actuando en pequeños locales con su primera esposa, Iris Caldwell, hermana de Rory Storm. Sin embargo, a principios de la década de 1970, adquirió un nuevo personaje, Alvin Stardust, aprovechando el carro del glam rock. Alvin Stardust era una clara referencia a Ziggy Stardust, un personaje de David Bowie basado en el roquero Vince Taylor. El personaje de Alvin Stardust se parecía mucho a Taylor, con patillas y traje de cuero negro. Su nuevo nombre se lo dio Peter Shelley, cofundador (con Michael Levy) de Magnet Records. Shelley creó el personaje de Alvin Stardust, escribiendo, grabando y cantando el primer sencillo de Stardust, "My Coo Ca Choo", en 1973. Sin embargo, Shelley no tenía ningún interés en actuar en directo ni en hacer apariciones públicas, así que incluso mientras "My Coo Ca Choo" subía en las listas de éxitos, buscaba a alguien que asumiera el papel de Alvin Stardust. Hal Carter, mánager de Jewry, sugirió a su cliente como sustituto. Jewry se puso en la piel de Stardust a tiempo para sincronizar los labios de "My Coo Ca Choo" en su primera aparición en Top of the Pops.
Todos los demás discos de Alvin Stardust fueron cantados por Jewry. Stardust tuvo más éxitos en las listas con "Jealous Mind" (número 1 en el Reino Unido), "You, You, You", "Red Dress" y "Good Love Can Never Die". En total, acumuló siete entradas en el Top 10, en un periodo de listas que duró casi 25 años.
Stardust formó parte de la campaña de seguridad vial Children's Heroes (1976) del Código de la Cruz Verde, en la que se le veía instruyendo a los niños para que miraran a ambos lados antes de cruzar la carretera.

## Trabajo posterior
"Pretend" fue un éxito en el Reino Unido en 1981, alcanzando el número cuatro en la UK Singles Chart. En noviembre de 1981 alcanzó el número uno de los 40 principales de Holanda. La canción también tuvo éxito en Portugal en 1983.
Alvin Stardust actuó como invitado en el espectáculo navideño de Morecambe & Wise en 1981.
Los sencillos "I Feel Like Buddy Holly" (escrito y producido por Mike Batt) y "I Won't Run Away" alcanzaron el número 7 en la UK Singles Chart. "So Near To Christmas" fue un éxito menor, el número 29, en el mismo año.
Participó en A Song for Europe, la eliminatoria británica del Festival de Eurovisión, en 1985, con la canción "The Clock on the Wall". Quedó en tercer lugar, por detrás de Vikki y Kerri Wells.
En 1985 fue el protagonista de This Is Your Life, donde fue sorprendido por Eamonn Andrews.
En 1986, Stardust interpretó el dúo "I Hope and I Pray" con Sheila Walsh en su álbum Shadowlands, que se publicó como sencillo. Ese año también actuó en el Castillo de Windsor como protagonista del musical Cricket de Lloyd Webber-Rice.
Stardust también protagonizó la gira británica de Godspell e interpretó a Uriah Heep en David Copperfield - The Musical y a Sir Billy Butlin en The Butlin Story en el London Palladium. En 2005 protagonizó el papel de Child Catcher en Chitty Chitty Bang Bang, también en el London Palladium.
Stardust hizo numerosas apariciones en televisión y continuó haciendo giras como intérprete y cantante. En 1989, también presentó su propia serie de televisión para niños los domingos por la mañana en la ITV, llamada It's Stardust. En ella aparecían cuentos, canciones, poemas, chistes y también dibujos animados y programas para los más pequeños, como The Adventures of Parsley, Little Miss y Satellite City.
En 1995, se unió al reparto de la telenovela Hollyoaks, interpretando el personaje de Greg Andersen desde octubre de 1995 hasta julio de 1996.
El 2 de octubre de 2011, Stardust fue iniciada en la Gran Orden de las Ratas de Agua, una fraternidad del entretenimiento.
En 2011, Stardust regresó a los escenarios como cantante y no como actor, y actuó en el Arts Guild Theatre de Greenock el 28 de octubre de 2011.

## Vida personal
Stardust se casó tres veces. En 1964, en Liverpool, se casó con Iris Caldwell, hermana de Rory Storm y exnovia de George Harrison y Paul McCartney, ya que había crecido con ellos en Liverpool. En 1981, Stardust se casó con la actriz Liza Goddard, también bajo el nombre de Bernard W. Jewry. Su hija, Sophie Jewry, resultó gravemente herida a los dos meses de edad tras caerse por unas escaleras y sufrir una grave fractura de cráneo; posteriormente se recuperó de sus lesiones. En el momento de su muerte, Stardust estaba casado con la actriz y coreógrafa Julie Paton.
Tuvo dos hijos y dos hijas, la menor de las cuales tuvo a Cliff Richard como uno de sus padrinos.
Su hijo mayor, Shaun Fenton, nació en 1969. Su nacimiento se registró en diciembre de 1969 con el nombre de Fenton. El otro hijo es el productor de batería y bajo Adam F.

### Fallecimiento
Stardust murió en su casa tras una breve enfermedad; así lo confirmó su representante el 23 de octubre de 2014. Su funeral se celebró en la iglesia de Santo Tomás, en Swansea, donde se había casado con Julie Paton. Su muerte se produjo semanas antes de que lanzara su primer álbum en 30 años, y seis días después del que fue su último espectáculo en el Regal Cinema, Evesham. Se le había diagnosticado un cáncer de próstata 18 meses antes, que posteriormente hizo metástasis. Fue incinerado en el crematorio de Morriston y sus cenizas fueron esparcidas en el recinto